# Станоевич, Велько
Велько Станоевич (серб. Вељко Станојевић; 1892, Белград, Королевство Сербия — 1967, Белград, СФРЮ) — сербский художник. Представитель конструктивизма в югославской и сербской живописи.

## Биография
Представитель княжеского рода Станоевичей.
Учился в белградской школе искусств и ремёсел под руководством профессора Любомира Ива́новича и Марка Мурата. С 1920 до 1930 года жил в Париже, где учился в Академии де ла Гранд Шомьер. Он был одним из основателей художественной группы «Облик».
Свой творческий путь начинал, как представитель конструктивизма, в более поздний период сместился к колористическому экспрессионизму.
В 1920-е годы создавал полотна в духе идеализированной реальности.
Велько Станоевич один из ведущих сербских художников третьей декады XX-го века.
Первая персональная выставка состоялась в Белграде в 1922 году. Год спустя, принимал участие в групповых и организовал ряд персональных выставок в Югославии, странах Европы и Америки.
Ныне картины художника находятся в коллекциях белградских Национального музея Сербии, музея современного искусства, Исторического музея и частных коллекциях.